# 8-timers arbejdsdag
8-timers arbejdsdag var en social bevægelse for at regulere længden på en arbejdsdag, for at forhindre overgreb og misbrug.
En 8-timers arbejdsdag stammer fra 1500-tallets Spanien, men den moderne bevægelse stammer fra den industrielle revolution i Storbritannien, hvor industriel produktion på store fabrikker ændrede arbejdslivet. På dette tidspunkt kunne en arbejdsdag variere i længde fra 10 til 16 timer, og arbejdsugen var typisk seks dage, og børnearbejde var almindeligt. Det første land, der introducerede 8-timers arbejdsdage ved lov for fabriks- og fæstningsarbejdere, var Spanien i 1593. I moderne tid blev det etableret for alle professioner af Sovjetunionen i 1917.

## Danmark
I Danmark blev der enighed om en 8-timers-arbejdsdag for de store grupper på arbejdsmarkedet ved overenskomstforhandlinger mellem De Samvirkende Fagforbund og Dansk Arbejdsgiverforening i 1919 med virkning fra 1. januar 1920. Ansatte indenfor landbrug og søfart var dog undtaget. Også nogle andre grupper fortsatte med særlige regler. Dansk Sygeplejeråd afviste en otte timers arbejdsdag i 1919, da det ville indebære en treskiftet vagt, som man ikke mente stemte overens med sygeplejens idealer. Sygeplejersker fik derfor først en landsdækkende overenskomst med en otte-timers arbejdsdag i 1945.